# Angraecum sinuatiflorum
Angraecum sinuatiflorum är en orkidéart som beskrevs av Joseph Marie Henry Alfred Perrier de la Bâthie. Angraecum sinuatiflorum ingår i släktet Angraecum och familjen orkidéer. Inga underarter finns listade i Catalogue of Life.